# 弗拉特羅克 (北卡羅萊納州薩里縣)
弗拉特羅克（英語：Flat Rock）是位於美國北卡羅萊納州薩里縣的普查規定居民點。

## 人口
根據2020年美國人口普查的數據，弗拉特羅克的面積為6.68平方千米，當中陸地面積為6.78平方千米，而水域面積為0.04平方千米。當地共有人口1326人，而人口密度為每平方千米198.5人。